# Frédérick Lemaître

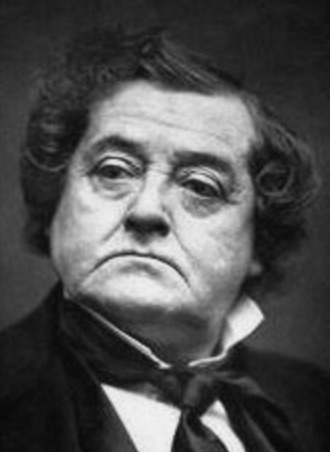
Frédérick Lemaître.

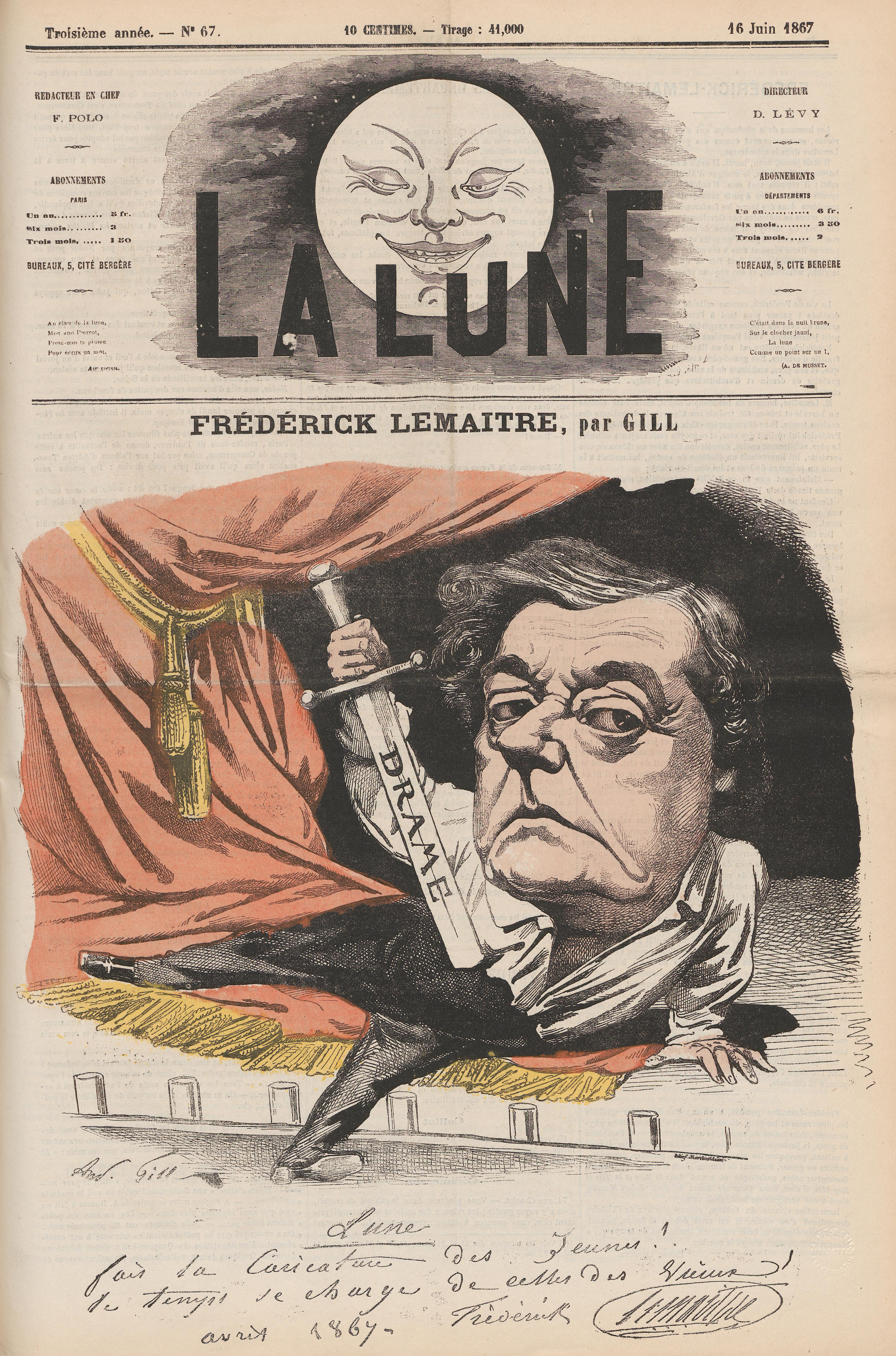
Caricatura de Frédérick Lemaître.

Frédérick Lemaitre, (28 de julio de 1800-26 de enero de 1876) fue un actor francés. Nacido en El Havre con el nombre de Antoine Louis Prosper Lemaitre, adoptó el nombre de Frédérick como nombre artístico.
Pasó dos años en el Conservatorio y realizó su primera actuación en una representación de variedades en uno de los restaurantes del Palais Royal. El 12 de julio de 1823 interpretó el papel de Robert Macaire en la obra L'Auberge des Arts. Este melodrama se interpretó la noche de su estreno de forma seria pero recibió críticas poco favorables; la noche siguiente se interpretó con un tono más burlesco y se convirtió en un rotundo éxito. 
Su éxito le llevó hasta conseguir un contrato en el Teatro de la Porte Saint-Martin, donde en 1827 produjo Trente ans ou la vie d'un joueur, donde su actuación produjo una muy buena impresión. Todas sus actuaciones fueron éxito tras éxito que se coronó con su interpretación de la obra de Victor Hugo Ruy Blas. 
A su regreso al Teatro de la Porte Saint-Martin interpretó un papel en Vautrin, obra de Honorato de Balzac. La segunda representación fue prohibida por el parecido entre los tupés utilizados y la peluca que usaba habitualmente Luis Felipe I de Francia. Su última aparición fue en 1873 interpretando el papel del viejo judío en la obra Marie Tudor.
Frédérick Lemaître murió en 1876 en París y está enterrado en el Cementerio de Montmatre, en el barrio de Montmartre.
Fue encarnado por Pierre Brasseur en la película Les Enfants du paradis de Marcel Carné (1945).